# Greifswalder Oie
Greifswalder Oie est une île située en mer Baltique, qui appartient au Land du Mecklembourg-Poméranie-Occidentale. Cette île d'environ 54 ha de superficie est l'île allemande la plus occidentale de la mer Baltique ouverte. Le phare qui s'y trouve porte le même nom que l'île.

## L'île
Elle fait face à l'île d'Usedom et appartient juridiquement à la commune de Kröslin, sur le continent. Sur cette île aux remarquables falaises (l'Heligoland de la Mer Baltique) se trouve un phare de 49 m de haut avec une des plus puissantes lumières de la Mer Baltique. L'île entière est réserve naturelle. 
Greifswalder Oie voit de nombreux bateaux de plaisance y faire escale et est donc accessible au public. Les embarcations privées ne sont cependant pas autorisées.
Greifswalder Oie accueillait jusqu'en 2004 certains des Poneys Shetland du zoo de Rostock. Ils ont été rapatriés sur le continent en raison de maladies assez graves et des soins coûteux qu'elles nécessitaient.
La réserve naturelle est gérée par l'association Jordsand, qui, en collaboration avec la station ornithologique de l'île d'Hiddensee,  mène des opérations en vue de baguer les oiseaux afin d'étudier leur migration.
Dans un port de refuge de l'île croise un bateau de sauvetage en mer de la DGzRS.
Le nom de l'île vient de celui de son ancien possesseur, la ville de Greifswald. Elle acquit l'île (bas-allemand : île = Oie) en 1291 à la ville de Wolgast, qui dut vendre le cadeau du prince de Poméranie Bogusław IV en (1282) pour cause de manque d'argent. Avant la Seconde Guerre mondiale l'île était essentiellement agricole. Le bâtiment principal de la ferme de l'île servait aussi de pension.
De 1937 à 1945, de nombreux missiles ont été lancés depuis Greifswalder Oie. Ont eu lieu ici en 1937 les tentatives ratées de lancements de fusées A3 et, entre 1938 et 1942, les lancements de l'A5. Par ailleurs, 28 A4 ont été lancées de Greifswalder Oie entre 1943 et 1945. 
À l'époque de la DDR, Greifswalder Oie fut zone interdite et hébergeait une garnison de la Nationale Volksarmee (NVA). Des restes de cette époque militaire jalonnent encore l'île.
En 1993, l'association Jordsand s'y installa.